# 산마르차노토마토
산마르차노토마토(이탈리아어: pomodoro San Marzano 포모도로 산 마르차노[*])는 이탈리아의 산마르차노술사르노에서 재배되는 토마토 품종이다. 가공용 토마토인 플럼토마토의 일종으로, 씨방이 작고 수분 함량이 적어 단단하다. 감칠맛이 풍부하며, 통조림이나 토마토 소스, 토마토 페이스트 등을 만드는 데 쓴다.

## 사진 갤러리

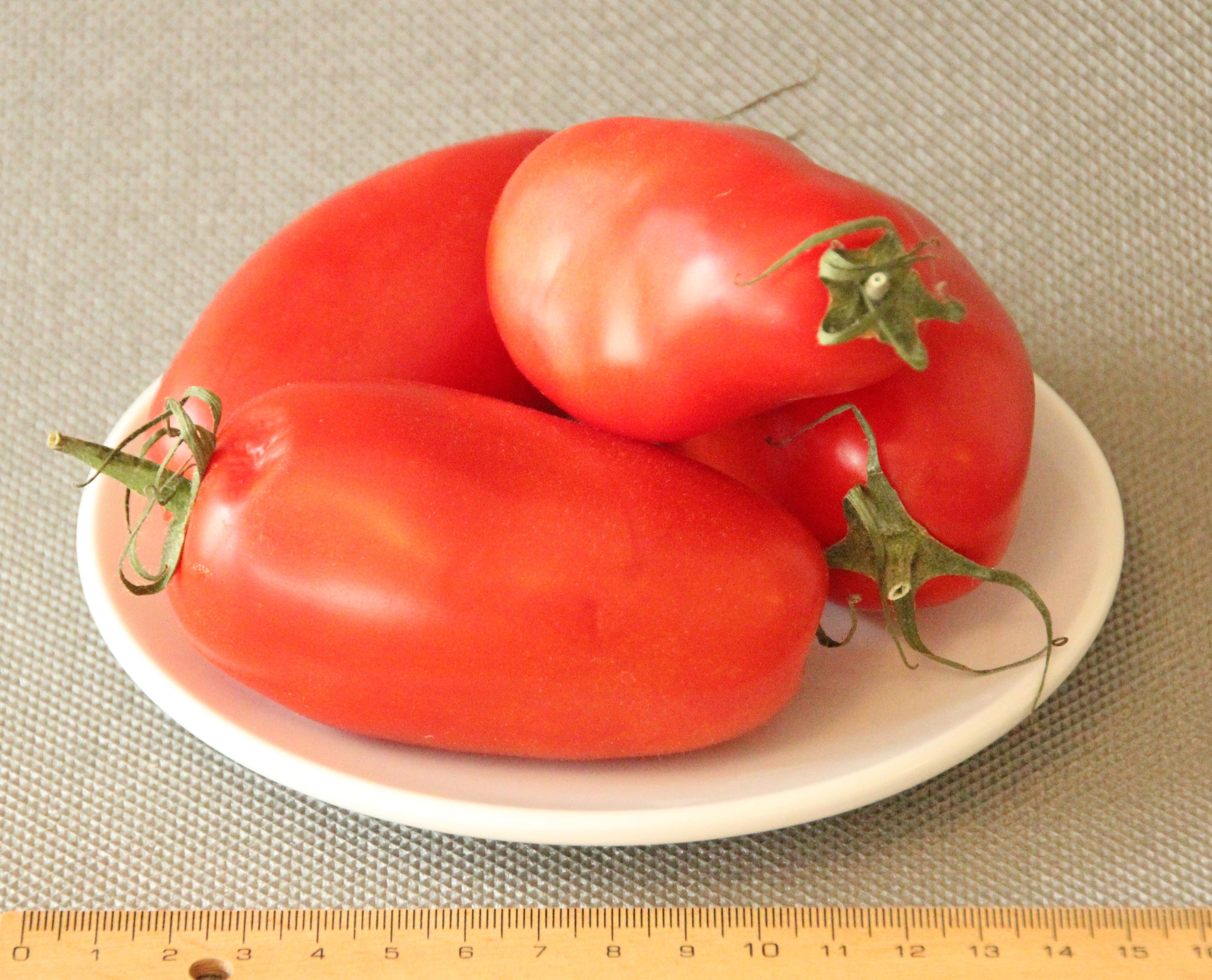
산마르차노토마토
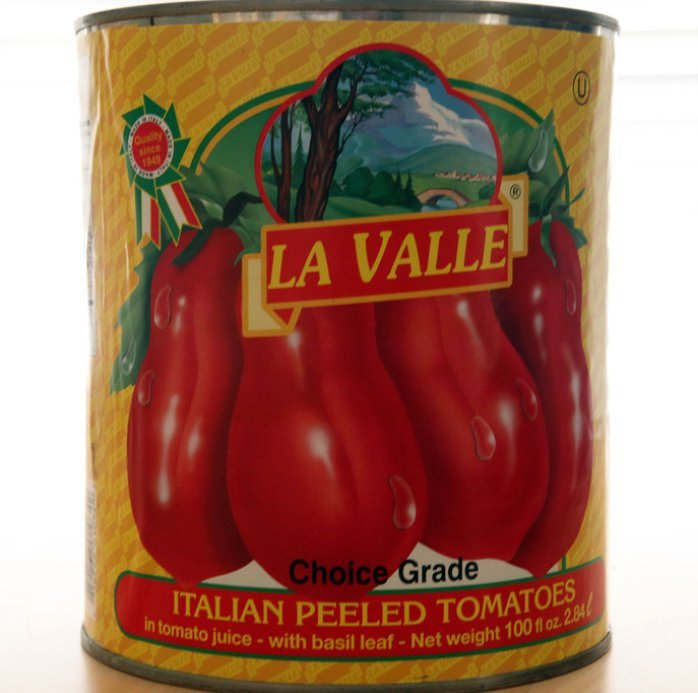
산마르차노토마토 통조림

## 같이 보기
- 로마토마토